# فاطمه (فیلم ۲۰۱۵)
فاطمه (انگلیسی: Fatima) فیلمی در ژانر درام به کارگردانی فیلیپ فوکون است که در سال ۲۰۱۵ منتشر شد. از بازیگران آن می‌توان به زیتا هانروت اشاره کرد.

## داستان
فاطیما دو دختر ۱۵ و ۱۸ ساله دارد که تمام انرژی‌اش را برای حمایت کردن از آن‌ها صرف می‌کند. او برای تضمین آینده این دو بعنوان خدمتکار در خانه‌ها کار می‌کند اما یک روز پس از اینکه در یک حادثه آسیب می‌بیند، نامه‌ای به زبان عربی برای دو دختر نوجوانش نوشته و آنها را تشویق به دنبال کردن احساساتشان می کند…